# 16826 Daisuke
16826 Daisuke è un asteroide della fascia principale. Scoperto nel 1997, presenta un'orbita caratterizzata da un semiasse maggiore pari a 2,2865089 UA e da un'eccentricità di 0,1219309, inclinata di 3,58401° rispetto all'eclittica.